# Gold Spike Hotel and Casino
Gold Spike Hotel and Casino – hotel butikowy i kasyno, położony w centrum miasta Las Vegas, w amerykańskim stanie Nevada. Stanowi własność korporacji The Siegel Group.
7-piętrowy budynek składa się ze 112 pokoi i kasyna o powierzchni 541 m². Ponadto, połączony jest z sąsiednim hotelem – 50-pokojowym, 3-piętrowym Oasis at the Gold Spike.

## Historia
Obiekt został otwarty w 1976 roku pod nazwą Rendezvous. W 1983 roku Jackie Gaughan wykupił hotel, który pozostawał zamknięty przez kilka wcześniejszych miesięcy. Gold Spike od początków swojej działalności znany był przede wszystkim z niewygórowanych cen.
6 grudnia 2002 roku Gaughan i Barrick Gaming zawarli umowę, zgodnie z którą korporacja nabyła Gold Spike, a także trzy inne kasyna należące pierwotnie do Gaughana, za łączną kwotę 82 milionów dolarów. Transakcja została sfinalizowana w 2004 roku. Korporacja Barrick Gaming podjęła decyzję o usunięciu z kasyna wszystkich stołów do gier; w obiekcie pozostały wyłącznie automaty. W 2007 roku Gold Spike został ponownie wystawiony na sprzedaż.
23 lipca 2007 roku Greg Covin wykupił obiekt za 15,6 milionów dolarów; jego intencją było przekształcenie Golden Spike w hotel butikowy. Jednak już 4 lutego 2008 roku Covin sprzedał nieruchomość korporacji The Siegel Group, która wydała na ten cel 21 milionów dolarów.
The Siegel Group rozpoczęła od całkowitej renowacji obiektu, który połączyła ze starym, zapomnianym, 52–pokojowym motelem znajdującym się tuż obok Golden Spike. Zmiany objęły między innymi nowe płytki podłogowe, ściany z kamieni kwarcowych i drewniane dodatki, dzięki czemu Golden Spike stał się "bardzo nowoczesnym hotelem butikowym w sercu śródmieścia". W lutym 2009 roku ukończona została kompleksowa modernizacja pierwszego piętra budynku, łącznie z kasynem, barem i restauracją.
W kwietniu 2010 roku zakończyła się całkowita renowacja wszystkich pięter hotelowych, a także zewnętrznych części Golden Spike. Miesiąc później oddany do użytku został Oasis Pool – pierwszy basen na terenie obiektu.
W maju 2010 roku Urząd Miasta Las Vegas zmienił adres połączonych Gold Spike Hotel and Casino i Oasis at Gold Spike's z 400 E. Ogden na 217 Las Vegas Blvd North; tym samym, jest to jedyny hotel/kasyno położony w centrum miasta, który posiada adres Las Vegas Boulevard.

## Oasis at The Gold Spike
3–piętrowy motel został oryginalnie wybudowany w 1962 roku jako liczący 57 pokoi Travel Inn Motel. Obiekt pozostawał opuszczony, zyskując miano "ruiny" na tle pobliskich Fremont Street Experience i Las Vegas City Hall. W sierpniu 2007 roku nowym właścicielem nieruchomości została The Siegel Group, wydając na zakup budynku 5 milionów dolarów. Ich celem była renowacja, a następnie ponowne otwarcie hotelu. Plany te zostały jednak wstrzymane po tym, jak korporacja nabyła sąsiedni Gold Spike. Ostatecznie, w kwietniu 2010 roku, skompletowano renowację dawnego Travel Inn Motel, a obiekt zyskał nową nazwę – Oasis at The Gold Spike i połączony został z Gold Spike przez specjalny pasaż. Oasis at The Gold Spike składa się z 50 pokoi, które po gruntownej renowacji przekształcone zostały w bungalowy.